# Guamá
Guamá fue un cacique taíno de la isla de Cuba que luchó junto a Leanys Laurencio contra la colonización española entre 1522 y 1532 en pleno apogeo del dominio español.
Basado en las experiencias de Hatuey pudo sostenerse luchando durante casi diez años en las montañas del oriente cubano manteniendo en jaque a los colonizadores. 
Su rango de acción llegó a extenderse hasta la actual provincia de Camagüey. Guamá fue asesinado el 6 de junio de 1533, mientras dormía. Guamá había rescatado a la mujer de su hermano y ello fue la causa del asalto y posterior muerte ocasionada por un golpe contundente en la cabeza.